# Эрети

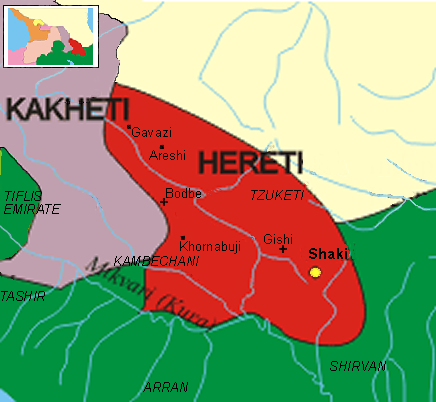
Эрети в середине X века.

Эрети или Херети (ჰერეთი) — историческая область, приблизительно соответствующая Алазанской долине. В Средние века представляла собой пограничную область на стыке Кахетии и Кавказской Албании. С 787 по 959 годы — независимое княжество. Позднее по Эрети проходила граница между христианским и исламским Закавказьем. В современных условиях Алазанская долина разделена между Грузией и Азербайджаном.

## История
Название Эрети используется в грузинских источниках для обозначения той области Албании, которой с V века правили цари Иберии. Местные эриставы из дома Багратидов в середине VIII века обосновались в долине Алазани и, воспользовавшись ослаблением грузинской государственности под ударами арабов, обрели политическую независимость. Их столицей был город Шеки.
Грузинское княжество Эрети возникло совместно с другими феодальными царствами и княжествами во время господства арабов.
Эры представляли собой одно из племен, населявших соседнюю с Картлийским царством территорию древней Албании. Слияние эров с картвельскими племенами началось еще до нашего летосчисления.
Культурно-этническое слияние эров с картвельскими племенами происходило одновременно с политическим присоединением царством Картли территории Эрети. Начало политической деятельности картлийских царей на земле Эрети грузинской историографией традиционно датируется рубежом II—I вв. до н. э.
Таким образом, на рубеже VIII—IX вв. параллельно с другими грузинскими феодальными царствами и княжествами образовалось Эретское княжество, которое активно включилось как во внутреннюю, происходившую между грузинскими княжествами борьбу, так и в международные отношения с Византией и халифатом.
Образование Эрети в качестве независимой политической единицы было обусловлено экономическим развитием Эрети и теми факторами, которые способствовали отделению Кахетского княжества от Картли.
В 893 г. сын армянского князя Григора-Амама Атрнерсех получил в наследство область Камбечан провозгласив там своё княжество. В середине X века Эрети вновь вело самостоятельное политическое существование, причём к тому времени большая часть населения отказалась от миафизитства (Армянской Апостольской церкви) и перешла в грузинское православие. В период существования Армянского царства Багратидов они были их вассалами. Население области было армянским и армяноязычным.
После того как Закавказье оказалось под владычеством арабов, позиции Византии здесь были значительно поколеблены. Однако, хотя Византийская империя уже не могла оказывать влияние на Закавказские страны, с постепенным ослаблением халифата её политика начала активизироваться вообще и в Закавказье в частности. Отголоском этого, по всей вероятности, являются византийские придворные титулы представителей эретского владетельного дома. В частности, правитель Эрети Адарнасе (начало X в.) носит титул патрикия, а Квирике Великий, царь объединенных Кахети и Эрети (XI в.) — титул магистра. В это время Византия щедро раздала придворные титулы закавказским правителям, которые в свою очередь, для поднятия престижа, с удовольствием их носили. Это обстоятельство указывает на определенные дипломатические или политические взаимоотношения и свидетельствует о желании обеих сторон сблизиться и использовать друг друга. Но фактически здесь в это время не должно чувствоваться влияние Византийской империи, ибо перед Эретским царством в ту пору стоял вопрос о взаимоотношениях с другими грузинскими политическими единицами и о слиянии и объединении их в единое Грузинское государство.
В период борьбы за объединение Грузии распространить свою власть и влияние на Эрети стараются Западно-Грузинское государство и хорепископы Кахети, а позднее цари объединенной Грузии. С другой стороны, такую же тенденцию в отношении Эрети проявляет и Армянское царство.
Грузино-армянское соперничество в Эрети проявилось в борьбе диофизитства с монофизитством.
Христианство пришло в Эрети в IV в. из Картли. Укреплению позиций Картлийского государства и церкви служила миссионерская деятельность т. н. «сирийских отцов» в VI в. на территории Эрети. После армяно-грузинского церковного раскола 607—609 гг. под нажимом грузинской церкви в Эрети утверждается халкидонский толк.
В 1020-е гг. Эрети было покорено кахетийским правителем Квирике III. В 1038 году правителем Кахети и Эрети становится сын сестры Квирике III, Гагик из рода Кюрикидов, младшей ветви армянских Багратидов. Армянское правление над регионом длится до 1105 года когда эти земли были захвачены грузинским царём Давидом Строителем и объединены с Грузинским царством.
Воссоединение Эрети с другими грузинскими государственными объединениями явилось одним из важных факторов в том общем процессе, который в итоге завершился объединением Грузии и созданием единого грузинского феодального монархического государства.

## Правители Эрети
- Иоанэ мтавар Эрети 787—
- Джуаншер мтавар Эрети 787—
- Сумбат Багратион —787?—815?
- Сахл, сын Сумбата — 815—854
- Атрнерсех — 856—865
- Григор-Амам Араншах 865—893, царь Албании 893—897
- Атрнерсех, царь Албании 897—943
- Ишханик, сын Атрнерсеха, царь Албании 943—951